# Viktor Pankraškin
Viktor Aleksandrovič Pankraškin (in russo Виктор Александрович Панкрашкин?; Mosca, 10 dicembre 1957 – Mosca, 24 luglio 1993) è stato un cestista sovietico.

## Carriera
Con l'Unione Sovietica ha disputato i Giochi olimpici di Seul 1988 e due edizioni dei Campionati europei (1983, 1987).

## Palmarès
- Campionato sovietico: 6

CSKA Mosca: 1979-80, 1980-81, 1981-82, 1982-83, 1983-84, 1987-88